# 扁頭短平口鯰
扁頭短平口鯰，為輻鰭魚綱鯰形目長鬚鯰科的其中一種，分布於南美洲亞馬遜河及奧里諾科河流域，體長可達100公分，棲息在溪流、氾濫平原，屬肉食性，生活習性不明，可做為食用魚及觀賞魚，水族界俗稱藍色747鴨嘴。